# SK2 (企業)
株式会社SK2は、システム開発・情報通信サービスを行っている企業である。

## 沿革
- 1980年（昭和55年）7月 創業。
- 1980年（昭和55年）9月 株式会社東京システムエージェンシー設立。
- 1989年（平成元年）6月 石巻営業所設立。
- 2002年（平成14年）1月 三田事業所設立。
- 2005年（平成17年）1月 プライバシーマーク認定取得。
- 2005年（平成17年）9月 満65歳までの継続雇用制を導入。
- 2007年（平成19年）1月 プライバシーマーク認定更新。
- 2008年（平成20年）6月 ISO27001　登録証　取得。
- 2012年（平成24年）4月 ソフトウエア情報開発株式会社のグループ傘下。
- 2012年（平成24年）8月 株式会社SK2に社名変更。

## 関係会社
- 北京凱恩克思科技有限会社 (Beijing KiNX Information Technology Company) 中華人民共和国北京